# المرأة الخارقة (فلم)
المرأة الخارقة أو المعجزة (بالإنجليزية: Wonder Woman) هو فيلم أبطال خارقين أمريكي صدر في سنة 2017، مبني على شخصية دي سي كومكس بنفس الأسم. الفيلم هو الإصدار الرابع ضمن إصدارات عالم دي سي السينمائي من إخراج باتي جنكينز وسينايو ألان هاينبرغ، عن قصة كتبها هاينبرغ وزاك سنايدر وجاسون فوكس. تقوم غال غادوت بدور المرأة الخارقة، ويشاركها التمثيل كل من كريس باين وروبين رايت وداني هيوستن وكوني نيلسن.
تقع أحداثه في عام 1918، ويروي قصة ديانا برينس التي تعيش على جزيرة ثمسكيرا. تقابل ديانا الطيار الأمريكي ستيف تريفور الذي تتحطم طائرته قبالة سواحل الجزيرة ويخبرها عن الحرب العالمية الدائرة. تغادر لاحقاً موطنها برفقة ستيف أملاً في إنهاء الحرب، وتصبح المرأة الخارقة أثناء ذلك. بدأ تطوير الفيلم في عام 1996، وتم التعاقد مع باتي جنكينز في 2015. التصوير الرئيسي بدء في 21 نوفمبر 2015 في المملكة المتحدة وفرنسا وإيطاليا قبل الأنتهاء في 9 مايو 2016. وتم تصوير إضافي نوفمبر 2016.
صدر الفيلم في الولايات المتحدة بتاريخ 2 يونيو 2017 بصيغ الأبعاد الثنائية والثلاثية آيماكس. تلقى الفيلم مراجعات إيجابية من النقاد الذين مدحوا إخراج جنكينز وأداء كل من غادوت وباين والسيناريو ومشاهد الحركة والموسيقى التصويرية.

## القصة
يحكي الفيلم قصة أسطورة «أميرة الأمازون» والتي تسمى «ديانا»، وتدور أحداث القصة خلال الحرب العالمية الأولى. يبدأ الفيلم بسرد قصة حياة ديانا خلال طفولتها وصباها، حيثُ نشأت في جزيرة نائية تسكنها النساء فقط والملكة هي أمها «الملكة هيبوليتا» (كوني نيلسن). النساء على هذه الجزيرة يتدربن باستمرار على القتال باستخدام السيوف والرماح والسهام، لاعتقادهن بأن يوماً ما سيظهر إريس لإنهاء حياة البشر على وجه الأرض، وأن والده الرب زيوس أوجد هذه الجزيرة وسكانها لقتال ابنه إريس الذي خرج عن طاعته.
تستمر الحياة بشكل طبيعي وتتكفل خالة ديانا التي يقوم بدورها روبين رايت تدريبها، حتى ظهور طائرة حربية تقع داخل البحر يقودها «ستيف تريفور» (كريس باين)، وهو أمريكي يعمل لحساب المخابرات البريطانية. وكان تريفور أول رجل تقع عليه عينا ديانا، والتي انطلقت سباحةً لإنقاذه. لقائهم الحميم لم يستمر إذ لحق المهاجمين الألمان بهما لتبدأ حرب بين الألمان ومحاربات الأمازون، لينتهي بالقضاء على الألمان ووفاة خالة ديانا.
بعد إخبار ستيف بما يجري بالعالم، فكرت ديانا بوجود قوى تريد إنهاء حياة البشر على الأرض، معتقدة بأن النبوءة تحققت. لتنطلق ديانا وستيف باتجاه لندن لتقابل ديانا إريس وتقوم بقتله بالسيف الخاص، ليعم السلام العالم كله. يحصل ستيف في مهمته السرية للوصول إلى مصنع القنابل التابع للجنرال لوديندورف على دعم من السير باتريك. ثم تحدث المعركة الحتمية النهائية الضارية في معمل الأسلحة والميناء الجوي ببلجيكا، خلالها ضحى ستيف بنفسه لتفجير طائرة الأسلحة الكيميائية قبل اطلاقها على الأبرياء، أما ديانا فتقوم بقتل إيرس.

## طاقم التمثيل
- غال غادوت بدور ديانا برينس / المرأة المعجزة
- كريس باين بدور ستيف تريفور
- روبين رايت بدور الجنرال أنتيوب
- داني هيوستن بدور إريش لودندورف
- كوني نيلسن بدور الملكة هيبوليتا
- ديفيد ثيوليس بدور آريس

## الميزانية والإيرادات
بلغت تكلفة إنتاج الفيلم حوالي 149 مليون دولار بينما حقق إيرادات تقدر ب779 مليون دولار.

## حملات المنع
تم منع الفيلم في لبنان ومدينة سوسة في تونس بالإضافة لدعوات منعه بالأردن وذلك بسبب تمثيل غال غادوت فيه، وهي كانت مجندة إسرائيلية في حرب لبنان 2006، كما دعمت علانية الحرب على غزة.

## وصلات خارجية
- مقالات تستعمل روابط فنية بلا صلة مع ويكي بيانات

لا توجد روابط لمواقع التواصل الاجتماعي.